# Брайтон (округ Монро, Нью-Йорк)
Брайтон (англ. Brighton) — місто (англ. town) в США, в окрузі Монро штату Нью-Йорк. Населення — 37 137 осіб (2020).

## Демографія
Згідно з переписом 2010 року, у місті мешкало 36 609 осіб у 15 904 домогосподарствах у складі 8610 родин. Було 17087 помешкань
Расовий склад населення:
| - 79,8 % — білих - 11,8 % — азіатів - 5,1 % — чорних або афроамериканців - 0,1 % — корінних американців |

До двох чи більше рас належало 2,4 %. Частка іспаномовних становила 3,3 % від усіх жителів.
За віковим діапазоном населення розподілялося таким чином: 19,7 % — особи молодші 18 років, 62,8 % — особи у віці 18—64 років, 17,5 % — особи у віці 65 років та старші. Медіана віку мешканця становила 39,5 року. На 100 осіб жіночої статі у місті припадало 89,3 чоловіків;  на 100 жінок у віці від 18 років та старших — 86,1 чоловіків також старших 18 років.
Середній дохід на одне домашнє господарство  становив 97 641 долар США (медіана — 70 567), а середній дохід на одну сім'ю — 127 507 доларів (медіана — 100 006). Медіана доходів становила 70 236 доларів для чоловіків та 52 699 доларів для жінок. За межею бідності перебувало 10,8 % осіб, у тому числі 10,4 % дітей у віці до 18 років та 5,0 % осіб у віці 65 років та старших.
Цивільне працевлаштоване населення становило 18 943 особи. Основні галузі зайнятості: освіта, охорона здоров'я та соціальна допомога — 41,5 %, науковці, спеціалісти, менеджери — 14,2 %, виробництво — 8,0 %, роздрібна торгівля — 7,4 %.